# Championnat de Russie de football de troisième division 2019-2020
Navigation
Édition précédente Édition suivante
La saison 2019-2020 de PFL est la vingt-huitième édition de la troisième division russe. C'est la neuvième édition à suivre un calendrier « automne-printemps » à cheval sur deux années civiles.
Elle démarre le 16 juillet 2019 et se termine initialement au cours du mois de mai 2020, comprenant une trêve hivernale de mi-saison allant du mois d'octobre ou novembre 2019 à mars ou avril 2020, en fonction de chaque groupe. La compétition est finalement abandonnée de manière anticipée le 17 mars 2020 en raison de la pandémie de Covid-19 en Russie. Seul le groupe Sud était à ce moment sorti de sa trêve hivernale.
Soixante-deux clubs du pays sont divisés en cinq zones géographiques (Centre, Est, Ouest, Oural-Privoljié, Sud) contenant entre six et seize équipes chacune, où ils s'affrontent deux à quatre fois, à domicile et à l'extérieur. En fin de saison, le vainqueur de chaque zone est directement promu en deuxième division tandis que le dernier est relégué en quatrième division amateur. Il faut cependant noter que cette relégation est rarement effective dans les faits étant donné le nombre réduit d'équipes participantes, les clubs finissant derniers n'ayant en réalité qu'à renouveler leur licence professionnelle pour rester dans la compétition pour la saison suivante.
En raison de l'arrêt prématuré de la compétition, les classements de chaque groupe sont arrêtés à la date du 17 mars 2020. Les premiers de chaque groupe sont de ce fait désignés vainqueurs et sont éligibles à la promotion en deuxième division sous réserve d'obtention d'une licence.

## Compétition

### Règlement
Le classement est établi sur le barème de points suivant : trois points pour une victoire, un pour un match nul et aucun pour une défaite. Pour départager les équipes à égalité de points, les critères suivants sont utilisés :
1. Confrontations directes (points, matchs gagnés, différence de buts, buts marqués, buts marqués à l'extérieur)
2. Nombre de matchs gagnés
3. Différence de buts générale
4. Buts marqués (général)
5. Buts marqués à l'extérieur (général)

### Zone Centre

#### Participants
Quatorze équipes participent au groupe Centre, treize d'entre elles étant déjà présentes la saison précédente tandis que l'Ararat Moscou fait son retour dans la compétition après une saison d'absence.
Le Metallourg Lipetsk, le FK Kalouga et FK Riazan sont les clubs présents depuis longtemps, évoluant au troisième échelon depuis la saison 2010. Suivent ensuite le Dinamo Briansk et le Stroguino Moscou, présents depuis 2013.
Légende des couleurs
- Promu de quatrième division

| Club                        | D3 depuis | Classement 2018-2019 |
| --------------------------- | --------- | -------------------- |
| Sokol Saratov               | 2017      | 2                    |
| Metallourg Lipetsk          | 2010      | 3                    |
| Dinamo Briansk              | 2013      | 4                    |
| Zorki Krasnogorsk           | 2017      | 5                    |
| FK Kalouga                  | 2010      | 6                    |
| Khimik-Arsenal Novomoskovsk | 2017      | 7                    |
| FK Riazan                   | 2010      | 8                    |
| Kvant Obninsk               | 2018      | 9                    |
| Saliout Belgorod            | 2018      | 10                   |
| Rotor-2 Volgograd           | 2017      | 11                   |
| Saturn Ramenskoïe           | 2016      | 12                   |
| Stroguino Moscou            | 2013      | 13                   |
| FK Khimki-2                 | 2018      | 14                   |
| Ararat Moscou               | 2019      | Refondation          |

#### Classement
Classement à l'arrêt de la compétition le 17 mars 2020.
| Rang | Équipe                      | Pts | J  | G  | N | P  | Bp | Bc | Diff |
| ---- | --------------------------- | --- | -- | -- | - | -- | -- | -- | ---- |
| 1    | Dinamo Briansk              | 39  | 17 | 12 | 3 | 2  | 28 | 11 | +17  |
| 2    | Metallourg Lipetsk          | 37  | 17 | 11 | 4 | 2  | 30 | 9  | +21  |
| 3    | Sokol Saratov               | 37  | 17 | 11 | 4 | 2  | 37 | 10 | +27  |
| 4    | Saliout Belgorod            | 26  | 17 | 8  | 2 | 7  | 23 | 23 | 0    |
| 5    | Khimik-Arsenal Novomoskovsk | 26  | 17 | 7  | 5 | 5  | 27 | 20 | +7   |
| 6    | FK Riazan                   | 24  | 17 | 6  | 6 | 5  | 29 | 26 | +3   |
| 7    | Zorki Krasnogorsk           | 23  | 16 | 7  | 2 | 7  | 31 | 32 | -1   |
| 8    | Ararat Moscou P             | 23  | 17 | 7  | 2 | 8  | 34 | 36 | -2   |
| 9    | FK Kalouga                  | 22  | 17 | 6  | 4 | 7  | 24 | 23 | +1   |
| 10   | Saturn Ramenskoïe           | 22  | 17 | 5  | 7 | 5  | 32 | 32 | 0    |
| 11   | FK Khimki-2                 | 18  | 17 | 5  | 3 | 9  | 23 | 32 | -9   |
| 12   | Stroguino Moscou            | 17  | 17 | 5  | 2 | 10 | 15 | 28 | -13  |
| 13   | Rotor-2 Volgograd           | 8   | 16 | 2  | 2 | 12 | 14 | 33 | -19  |
| 14   | Kvant Obninsk               | 8   | 17 | 2  | 2 | 13 | 7  | 37 | -30  |

Promotion en deuxième division
- 1er : promotion

Relégation
- 7e, 8e et 13e : retrait

Abréviations
- P : Promu de quatrième division

1. ↑  Le Zorki Krasnogorsk disparaît à l'issue de la saison pour des raisons financières[5].
2. ↑  L'Ararat Moscou est exclu de la compétition après le retrait de sa licence professionnelle durant la trêve hivernale[6].
3. ↑  La deuxième équipe du Rotor Volgograd se retire de la compétition à l'issue de la saison[7].

### Zone Est

#### Participants
Un total de six équipes prennent part au groupe Est, toutes situées dans le district fédéral sibérien. Le FK Tchita évolue en troisième division depuis le plus longtemps, étant présent depuis la saison 2010, suivi de l'Irtych Omsk arrivé l'année suivante. Les clubs restants sont quant à eux présents depuis 2014 au plus tard. La seule équipe promue est le FK Novossibirsk, qui a été fondé pour l'occasion.
Légende des couleurs
- Promu de quatrième division

| Club                        | D3 depuis | Classement 2018-2019 |
| --------------------------- | --------- | -------------------- |
| Sakhaline Ioujno-Sakhalinsk | 2015      | 1                    |
| Irtych Omsk                 | 2011      | 2                    |
| Zénith Irkoutsk             | 2016      | 3                    |
| Dinamo Barnaoul             | 2014      | 4                    |
| FK Tchita                   | 2010      | 5                    |
| FK Novossibirsk             | 2019      | Fondation            |

#### Classement
Classement à l'arrêt de la compétition le 17 mars 2020.
| Rang | Équipe                      | Pts | J  | G | N | P | Bp | Bc | Diff |
| ---- | --------------------------- | --- | -- | - | - | - | -- | -- | ---- |
| 1    | Irtych Omsk                 | 29  | 11 | 9 | 2 | 0 | 21 | 4  | +17  |
| 2    | Sakhaline Ioujno-Sakhalinsk | 18  | 12 | 5 | 3 | 4 | 15 | 16 | -1   |
| 3    | FK Novossibirsk P           | 17  | 12 | 5 | 2 | 5 | 16 | 16 | 0    |
| 4    | FK Tchita                   | 15  | 12 | 4 | 3 | 5 | 13 | 12 | +1   |
| 5    | Dinamo Barnaoul             | 11  | 11 | 3 | 2 | 6 | 8  | 15 | -7   |
| 6    | Zénith Irkoutsk             | 9   | 12 | 3 | 0 | 9 | 6  | 16 | -10  |

Promotion en deuxième division
- 1er : promotion

Abréviations
- R : Relégué de deuxième division
- P : Promu de quatrième division

### Zone Ouest
Kazanka Moscou
Rodina Moscou
Veles Moscou

#### Participants
Un total de quatorze équipes participent au groupe Ouest, dix d'entre elles étant déjà présentes la saison précédente. Le Zénith-2 Saint-Pétersbourg a quant à lui été relégué de deuxième division tandis que l'Olimp Khimki, le Rodina Moscou et le Zvezda Saint-Pétersbourg, ont été promus des divisions amateurs.
Le Znamia Trouda Orekhovo-Zouïevo est le doyen du groupe, étant présent depuis la saison 2007. Suivent ensuite le Pskov-747, arrivé l'année suivante, puis le FK Dolgoproudny, qui évolue au troisième échelon depuis 2012. Le FK Kolomna et le Torpedo Vladimir sont quant à eux présents depuis 2013.
Légende des couleurs
- Relégué de deuxième division
- Promu de quatrième division

| Club                           | D3 depuis | Classement 2018-2019  |
| ------------------------------ | --------- | --------------------- |
| Zénith-2 Saint-Pétersbourg     | 2019      | 19 (D2)               |
| Kazanka Moscou                 | 2017      | 2                     |
| Veles Moscou                   | 2017      | 3                     |
| FK Dolgoproudny                | 2012      | 4                     |
| FK Leningradets                | 2018      | 5                     |
| FK Mourom                      | 2017      | 6                     |
| Znamia Trouda Orekhovo-Zouïevo | 2007      | 7                     |
| Torpedo Vladimir               | 2013      | 8                     |
| Pskov-747                      | 2008      | 9                     |
| Louki-Energia Velikié Louki    | 2017      | 10                    |
| FK Kolomna                     | 2013      | 11                    |
| Olimp Khimki                   | 2019      | 1 (D4, Podmoskovié B) |
| Rodina Moscou                  | 2019      | Amateur               |
| Zvezda Saint-Pétersbourg       | 2019      | Amateur               |

#### Classement
Classement à l'arrêt de la compétition le 17 mars 2020.
| Rang | Équipe                         | Pts | J  | G  | N | P  | Bp | Bc | Diff |
| ---- | ------------------------------ | --- | -- | -- | - | -- | -- | -- | ---- |
| 1    | Veles Moscou                   | 36  | 16 | 11 | 3 | 2  | 34 | 13 | +21  |
| 2    | FK Dolgoproudny                | 35  | 17 | 11 | 2 | 4  | 29 | 16 | +13  |
| 3    | Zénith-2 Saint-Pétersbourg R   | 32  | 17 | 9  | 5 | 3  | 30 | 14 | +16  |
| 4    | Torpedo Vladimir               | 30  | 17 | 8  | 6 | 3  | 23 | 17 | +6   |
| 5    | FK Leningradets                | 28  | 17 | 7  | 7 | 3  | 27 | 20 | +7   |
| 6    | Olimp Khimki P                 | 26  | 16 | 7  | 5 | 4  | 18 | 15 | +3   |
| 7    | FK Mourom                      | 24  | 16 | 7  | 3 | 6  | 31 | 23 | +8   |
| 8    | Rodina Moscou P                | 22  | 17 | 6  | 4 | 7  | 27 | 31 | -4   |
| 9    | Pskov-747                      | 21  | 16 | 6  | 3 | 7  | 15 | 26 | -11  |
| 10   | Kazanka Moscou                 | 17  | 16 | 4  | 5 | 7  | 26 | 27 | -1   |
| 11   | FK Kolomna                     | 15  | 17 | 4  | 3 | 10 | 15 | 24 | -9   |
| 12   | Znamia Trouda Orekhovo-Zouïevo | 15  | 17 | 3  | 6 | 8  | 14 | 23 | -9   |
| 13   | Louki-Energia Velikié Louki    | 13  | 16 | 3  | 4 | 9  | 15 | 29 | -14  |
| 14   | Zvezda Saint-Pétersbourg P     | 6   | 17 | 2  | 0 | 15 | 9  | 35 | -26  |

Promotion en deuxième division
- 1er : promotion

Relégation
- 6e et 9e : retrait

Abréviations
- P : Promu de quatrième division

1. ↑  L'Olimp Khimki disparaît à l'issue de la saison dans le cadre d'une fusion avec le FK Dolgoproudny sous le nom Olimp-Dolgoproudny[9].
2. ↑  Le Pskov-747 descend volontairement en quatrième division pour la saison 2020-2021[10].

### Zone Oural-Privoljié

#### Participants
Un total de douze équipes prennent part au groupe Oural-Privoljié, neuf d'entre elles étant déjà présentes la saison précédente. Le FK Tioumen a quant à lui été relégué de D2 tandis l'Akron Togliatti et le Lada Dimitrograd sont promus des divisions amateurs.
Le FK Tcheliabinsk est de loin le doyen du groupe, y évoluant sans interruption depuis la saison 1998. Suivent ensuite le Volga Oulianovsk, présent depuis 2009, et le Nosta Novotroïtsk, qui arrive la saison suivante. Le Zénith Ijevsk évolue quant à lui dans la compétition depuis 2011 et le Lada Togliatti depuis 2012.
Légende des couleurs
- Relégué de deuxième division
- Promu de quatrième division

| Club                     | D3 depuis | Classement 2018-2019 |
| ------------------------ | --------- | -------------------- |
| FK Tioumen               | 2019      | 20 (D2)              |
| Kamaz Naberejnye Tchelny | 2016      | 2                    |
| Volga Oulianovsk         | 2009      | 4                    |
| Nosta Novotroïtsk        | 2010      | 5                    |
| Zvezda Perm              | 2018      | 6                    |
| FK Tcheliabinsk          | 1998      | 7                    |
| Zénith Ijevsk            | 2011      | 8                    |
| FK Oufa-2                | 2018      | 9                    |
| Oural-2 Iekaterinbourg   | 2017      | 10                   |
| Lada Togliatti           | 2012      | 11                   |
| Lada Dimitrovgrad        | 2019      | 2 (D4, Privoljié)    |
| Akron Togliatti          | 2019      | 3 (D4, Privoljié)    |

#### Classement
Classement à l'arrêt de la compétition le 17 mars 2020.
| Rang | Équipe                   | Pts   | J  | G  | N | P  | Bp | Bc | Diff |
| ---- | ------------------------ | ----- | -- | -- | - | -- | -- | -- | ---- |
| 1    | Akron Togliatti P        | 38    | 17 | 12 | 2 | 3  | 29 | 16 | +13  |
| 2    | FK Tcheliabinsk          | 36    | 17 | 11 | 3 | 3  | 34 | 17 | +17  |
| 3    | Oural-2 Iekaterinbourg   | 35    | 17 | 11 | 2 | 4  | 34 | 16 | +18  |
| 4    | Kamaz Naberejnye Tchelny | 32    | 17 | 10 | 2 | 5  | 37 | 23 | +14  |
| 5    | Lada Dimitrovgrad P      | 24    | 17 | 7  | 3 | 7  | 19 | 18 | +1   |
| 6    | Zvezda Perm              | 22    | 17 | 6  | 4 | 7  | 20 | 20 | 0    |
| 7    | Nosta Novotroïtsk        | 22    | 17 | 6  | 4 | 7  | 23 | 26 | -3   |
| 8    | Volga Oulianovsk         | 20    | 17 | 6  | 2 | 9  | 19 | 26 | -7   |
| 9    | Zénith Ijevsk            | 18    | 17 | 5  | 3 | 9  | 27 | 27 | 0    |
| 10   | FK Tioumen R             | 14-12 | 17 | 7  | 5 | 5  | 25 | 21 | +4   |
| 11   | Lada Togliatti           | 10    | 17 | 3  | 1 | 13 | 12 | 47 | -35  |
| 12   | FK Oufa-2                | 6     | 17 | 1  | 3 | 13 | 17 | 39 | -22  |

Promotion en deuxième division
- 1er : promotion

Relégation
- 12e : retrait

Abréviations
- R : Relégué de deuxième division
- P : Promu de quatrième division

1. ↑  Le FK Tioumen se voit retirer six points le 14 août 2019 sur décision de la fédération russe en raison de salaires impayés[11]. Six points supplémentaires lui sont retirés pour la même raison par le Tribunal arbitral du sport le 2 octobre 2019[12].
2. ↑  Le FK Oufa-2 se retire de la compétition à l'issue de la saison[13].

### Zone Sud

#### Participants
Un total de seize équipes prennent part au groupe Sud, douze d'entre elles étant déjà présentes la saison précédente. Elles sont rejointes par l'Anji Makhatchkala, relégué de première division pour des raisons financières, ainsi que part le FK Makhatchkala, l'Inter Tcherkessk et le Spartak Vladikavkaz, qui sont tous fondés pour l'occasion. Ce Spartak Vladikavkaz est par ailleurs complètement distinct du Spartak qui évolue dans la compétition depuis 2014, celui-ci étant devenu l'Alania durant l'intersaison,.
Le Droujba Maïkop est de loin le doyen du groupe, y évoluant sans interruption depuis la saison 1999. Suivent ensuite le Machouk-KMV Piatigorsk, présent depuis saison 2009, et le Biolog-Novokoubansk, arrivé en 2012.
Légende des couleurs
- Relégué de deuxième division
- Promu de quatrième division

| Club                       | D3 depuis | Classement 2018-2019 |
| -------------------------- | --------- | -------------------- |
| Anji Makhatchkala          | 2019      | 19 (D1)              |
| Ourojaï Krasnodar          | 2018      | 2                    |
| Volgar Astrakhan           | 2018      | 3                    |
| Tchernomorets Novorossiisk | 2012      | 4                    |
| Droujba Maïkop             | 1999      | 5                    |
| Legion-Dinamo Makhatchkala | 2016      | 6                    |
| Spartak Naltchik           | 2017      | 7                    |
| Biolog-Novokoubansk        | 2011      | 8                    |
| Dinamo Stavropol           | 2015      | 9                    |
| Alania Vladikavkaz         | 2014      | 10                   |
| Machouk-KMV Piatigorsk     | 2009      | 11                   |
| FK Krasnodar-3             | 2018      | 12                   |
| SKA Rostov                 | 2015      | 13                   |
| FK Makhatchkala            | 2019      | Fondation            |
| Inter Tcherkessk           | 2019      | Fondation            |
| Spartak Vladikavkaz        | 2019      | Fondation            |

#### Classement
Classement à l'arrêt de la compétition le 17 mars 2020.
| Rang | Équipe                     | Pts  | J  | G  | N | P  | Bp | Bc | Diff |
| ---- | -------------------------- | ---- | -- | -- | - | -- | -- | -- | ---- |
| 1    | Volgar Astrakhan           | 50   | 19 | 16 | 2 | 1  | 45 | 7  | +38  |
| 2    | Alania Vladikavkaz         | 46   | 19 | 15 | 1 | 3  | 54 | 13 | +41  |
| 3    | Droujba Maïkop             | 34   | 19 | 10 | 4 | 5  | 29 | 26 | +3   |
| 4    | Tchernomorets Novorossiisk | 33   | 19 | 10 | 3 | 6  | 40 | 22 | +18  |
| 5    | Legion-Dinamo Makhatchkala | 27   | 19 | 7  | 6 | 6  | 18 | 21 | -3   |
| 6    | Dinamo Stavropol           | 27   | 19 | 8  | 3 | 8  | 31 | 25 | +6   |
| 7    | FK Makhatchkala P          | 26   | 19 | 7  | 5 | 7  | 19 | 24 | -5   |
| 8    | SKA Rostov                 | 26   | 19 | 7  | 5 | 7  | 25 | 25 | 0    |
| 9    | Biolog-Novokoubansk        | 26   | 19 | 7  | 5 | 7  | 20 | 22 | -2   |
| 10   | Machouk-KMV Piatigorsk     | 24   | 19 | 6  | 6 | 7  | 22 | 17 | +5   |
| 11   | Ourojaï Krasnodar          | 20   | 19 | 5  | 5 | 9  | 22 | 37 | -15  |
| 12   | Inter Tcherkessk P         | 20   | 19 | 5  | 5 | 9  | 24 | 38 | -14  |
| 13   | Spartak Naltchik           | 19   | 19 | 4  | 7 | 8  | 18 | 37 | -19  |
| 14   | FK Krasnodar-3             | 18   | 19 | 5  | 3 | 11 | 19 | 38 | -19  |
| 15   | Anji Makhatchkala R        | 10-6 | 19 | 3  | 7 | 9  | 24 | 32 | -8   |
| 16   | Spartak Vladikavkaz P      | 8    | 19 | 1  | 5 | 13 | 14 | 40 | -26  |

Promotion en deuxième division
- 1er : promotion

Relégation
- 16e : retrait

Abréviations
- R : Relégué de deuxième division
- P : Promu de quatrième division

1. ↑  L'Alania Vladikavkaz est administrativement promu au deuxième échelon à l'issue de la saison[17].
2. ↑  L'Anji Makhatchkala est pénalisé de six points le 29 septembre 2019 en raison de dettes impayées envers l'ancien joueur du club Yannick Boli[18].
3. ↑  Le Spartak Vladikavkaz est dissous à l'issue de la saison[19].